# Vodnik
Vodnik (en rus: Водник) és un poble (un possiólok) de l'óblast de Saràtov, a Rússia, segons el cens del 2019 tenia 373 habitants. Pertany al districte municipal de Saràtov.